# Walter Münch (Fußballspieler, 1932)
Walter Münch (* 5. Januar 1932; † 1. Juli 2019) war ein deutscher Fußballspieler. Sein Vater war Walter Münch (* 1912).

## Biographie
In seiner Jugend spielte Münch beim 1. FSV Mainz 05, im Jahr 1950 wurde er in die südwestdeutsche A-Jugendauswahl berufen. Als Aktiver kam der Rechtsaußen zunächst, gemeinsam mit seinem Vater, in der drittklassigen 1. Amateurliga Südwest für die SpVgg Ingelheim zum Einsatz, im Sommer 1956 wechselte er zur SpVgg Mainz-Weisenau. In der ersten Mannschaft der Weisenauer absolvierte Münch innerhalb von acht Jahren insgesamt 266 Spiele, darunter 14 Einsätze (drei Tore) in der erstklassigen Oberliga Südwest 1958/59 sowie 42 Einsätze (13 Tore) in der zweitklassigen Regionalliga Südwest (1963 bis 1965). Die einzige Oberligaspielzeit beendeten die „Rot-Weißen“ nach lediglich drei Siegen über Bad Kreuznach (3:1), Frankenthal (2:1) und Mitabsteiger Neuendorf (5:4) auf dem letzten Tabellenplatz. Beim Derby gegen Mainz 05 im Stadion an der Bleichstraße erzielte Münch beide Treffer zum 2:2-Unentschieden. Anschließend blieb Münch bis zum Jahr 1986 für den SV Weisenau im Altherrenfußball aktiv. Münch war Ehrenmitglied des SV Weisenau und verstarb im Alter von 87 Jahren.